# Guerra polaco-soviética
Plantilla:Campaña Guerra polaco-soviética
La guerra polaco-soviética o guerra ruso-polaca fue un conflicto armado que enfrentó a las repúblicas socialistas de Rusia y Ucrania de la aún no formada Unión Soviética con la Segunda República Polaca y más tarde la República Popular Ucraniana desde el 14 de febrero de 1919 al 18 de marzo de 1921 cuando finalizó con el Tratado de Riga. La guerra fue el resultado de las tentativas expansionistas por parte de ambos bandos: Polonia pretendía recuperar los territorios perdidos a finales del siglo XVIII, y los soviéticos, aquellos que habían pertenecido al Imperio ruso antes de la Primera Guerra Mundial. Las fronteras entre Polonia y la Rusia soviética no habían sido definidas en el Tratado de Versalles y posteriormente se tornaron más caóticas tras la retirada de las Potencias Centrales en el frente oriental de la Primera Guerra Mundial; la Revolución rusa de 1917; la guerra civil rusa; las desintegraciones de los imperios ruso, alemán y austrohúngaro; así como las ambiciones de nacionalistas ucranianos y bielorrusos de crear Estados soberanos en sus respectivas regiones.
El líder polaco, Józef Piłsudski, creyó conveniente ampliar las fronteras de Polonia hacia el este, a la vez que consideraba factible crear una «Federación Polaca» (Międzymorze) que englobase el resto de los Estados de la Europa centro-oriental, como un baluarte contra la aparición potencial del imperialismo soviético.
Hacia 1919, las fuerzas polacas controlaban la mayor parte de la Ucrania occidental, ganando el conflicto con la República Popular de Ucrania Occidental que intentó crear un Estado ucraniano en los territorios que reclamaban tanto polacos como independentista ucranianos. Mientras tanto, los bolcheviques comenzaban a ganar la guerra civil rusa y avanzaban hacia el oeste, hacia los territorios disputados, y para finales de 1919 se había formado un claro frente bélico. Los enfrentamientos fronterizos desembocaron entonces en una guerra abierta tras el avance hacia el este de Ucrania de Piłsudski (abril de 1920), el cual fue detenido por un contraataque del Ejército Rojo, inicialmente exitoso. La operación soviética empujó a los polacos de regreso hacia el oeste, hacia la capital polaca, Varsovia. Entretanto, Occidente temía que las tropas soviéticas llegaran a la frontera alemana, y se incrementó el interés de las Potencias Occidentales en la guerra. A mediados del verano, la caída de Varsovia parecía cercana, pero a mediados de agosto la situación cambió de nuevo cuando las fuerzas polacas alcanzaron una inesperada y decisiva victoria en la batalla de Varsovia. Ante el temor de un avance polaco hacia el este, los soviéticos pidieron la paz y la guerra terminó con un alto el fuego en octubre de 1920. Un tratado de paz, el Tratado de Riga, fue firmado el 18 de marzo de 1921, repartiendo los territorios en disputa entre Polonia y la Rusia Soviética. Así, esta guerra de 1919-1920 delimitó la frontera polaco-soviética para el período de entreguerras en Europa.

## Nombres y fechas de la guerra
La guerra es conocida con varios nombres. «Guerra polaco-soviética» es posiblemente el más común, pero puede ser confuso, ya que «Soviética» lleva a pensar en la Unión Soviética, que (por contraste con «Rusia Soviética») no fue fundada oficialmente hasta 1922. Nombres alternativos son «Guerra Ruso-Polaca (o Guerra Polaco-Rusa) de 1919 a 1921» (para distinguirla de anteriores guerras polaco-rusas) y «Guerra Polaco-Bolchevique». Esta segunda denominación (o simplemente «Guerra Bolchevique», en polaco: Wojna bolszewicka) es más común en las fuentes polacas. En algunas fuentes polacas también viene como la «Guerra de 1920» (en polaco: Wojna 1920 roku) mientras que los historiadores soviéticos frecuentemente se referían a ella como la «Guerra contra la Polonia Blanca» o la consideran parte de la Intervención aliada en la guerra civil rusa o de la guerra civil rusa en sí misma.
Una segunda controversia se centra en la fecha del estallido de la guerra. Por ejemplo, la Enciclopedia Británica considera la intrusión polaca en Ucrania de 1920 como el punto de comienzo de la guerra, mientras que la enciclopedia polaca Internetowa encyklopedia PWN y algunos historiadores —como Norman Davies— dan el año 1919 como la fecha del comienzo. Finalmente, se suelen dar como fechas de finalización indistintamente 1920 o 1921; esta confusión viene del hecho de que mientras el alto al fuego entró en vigor en el otoño de 1920, el Tratado de Riga, que ponía fin de forma oficial a la guerra, fue firmado meses después, en 1921.
Si bien los sucesos de 1919 pueden ser descritos como un conflicto fronterizo, y solo a principios de 1920 ambos lados se dieron cuenta de que de hecho estaban en una guerra total, las escaramuzas que tuvieron lugar en 1919 están íntimamente relacionadas con la guerra que empezó al año siguiente. Finalmente los sucesos de 1920 fueron solo una consecuencia lógica, aunque no buscada, del preludio de 1919.

## Causas del conflicto

Las tres Particiones de Polonia. Los territorios coloreados representan a la República de las Dos Naciones.
En color azul: soberanía del Reino de Prusia.
En color amarillo: dominio del Imperio austrohúngaro.
En color verde: tomado por el Imperio ruso.

En 1919, con el final de la Primera Guerra Mundial, el mapa de la mayor parte del mundo, y en particular el de la Europa Central y Occidental, había cambiado drásticamente. La derrota de Alemania frustró sus proyectos para la creación de un gobierno títere en los países orientales de Europa (Mitteleuropa), y como la Rusia soviética estaba en plena guerra civil, muchas naciones de aquella región vieron una oportunidad única para obtener la independencia que no podían desperdiciar.
Al mismo tiempo, los soviéticos consideraban estos territorios como provincias rusas rebeldes, vitales para la seguridad rusa, pero fueron incapaces de reaccionar rápidamente, puesto que aún seguía presente el agotamiento producido por la Primera Guerra Mundial, la revolución y la guerra civil.
Mientras tanto, con el éxito de la sublevación de Polonia iniciada en 1918, Polonia había restablecido su Estado por primera vez desde la última partición de 1795, que causó los 123 años en los que Polonia fue gobernada por sus tres vecinos imperiales. El país resurgió bajo el nombre de Segunda República Polaca y procedió a recuperar y restablecer las fronteras que poseía en el pasado.
Sin embargo, Polonia no estaba sola en sus oportunidades y apuros, ya que prácticamente todos los países vecinos que habían obtenido recientemente su independencia comenzaron luchas por sus fronteras: Rumania luchó contra Hungría en Transilvania, Yugoslavia con Italia en Rijeka, Polonia con Checoslovaquia en Cieszyn/Těšín, con Alemania en Poznan y con Ucrania en Galitzia. Los ucranianos, bielorrusos, lituanos, estonios y letones lucharon entre sí y contra los rusos, que estaban divididos a causa de la guerra civil. La influencia del comunismo también se agregó a esta mezcla, dando por resultado revoluciones de los comunistas en Múnich, Berlín, Budapest y Prešov. Winston Churchill comentó respecto a esta situación:

La guerra de gigantes ha terminado, la guerra de los enanos comienza..

Churchill estaba en lo correcto si tenemos en cuenta que todos los demás conflictos, con la única excepción de la guerra polaco-soviética, serían conflictos de breve duración e insignificantes en la mayoría de los casos.
La guerra polaco-soviética, como la mayoría de otros conflictos en la Europa Oriental de aquel tiempo, fue más un accidente que un conflicto planificado. Durante el caos que prevaleció en los primeros meses de 1919, era improbable que algún comunista o algún ciudadano de la Segunda República Polaca hubiese planeado una guerra de tal importancia. Polonia fue un importante frente en la Primera Guerra Mundial, ya que en sus territorios se libraron varias batallas.

### Motivos de Piłsudski

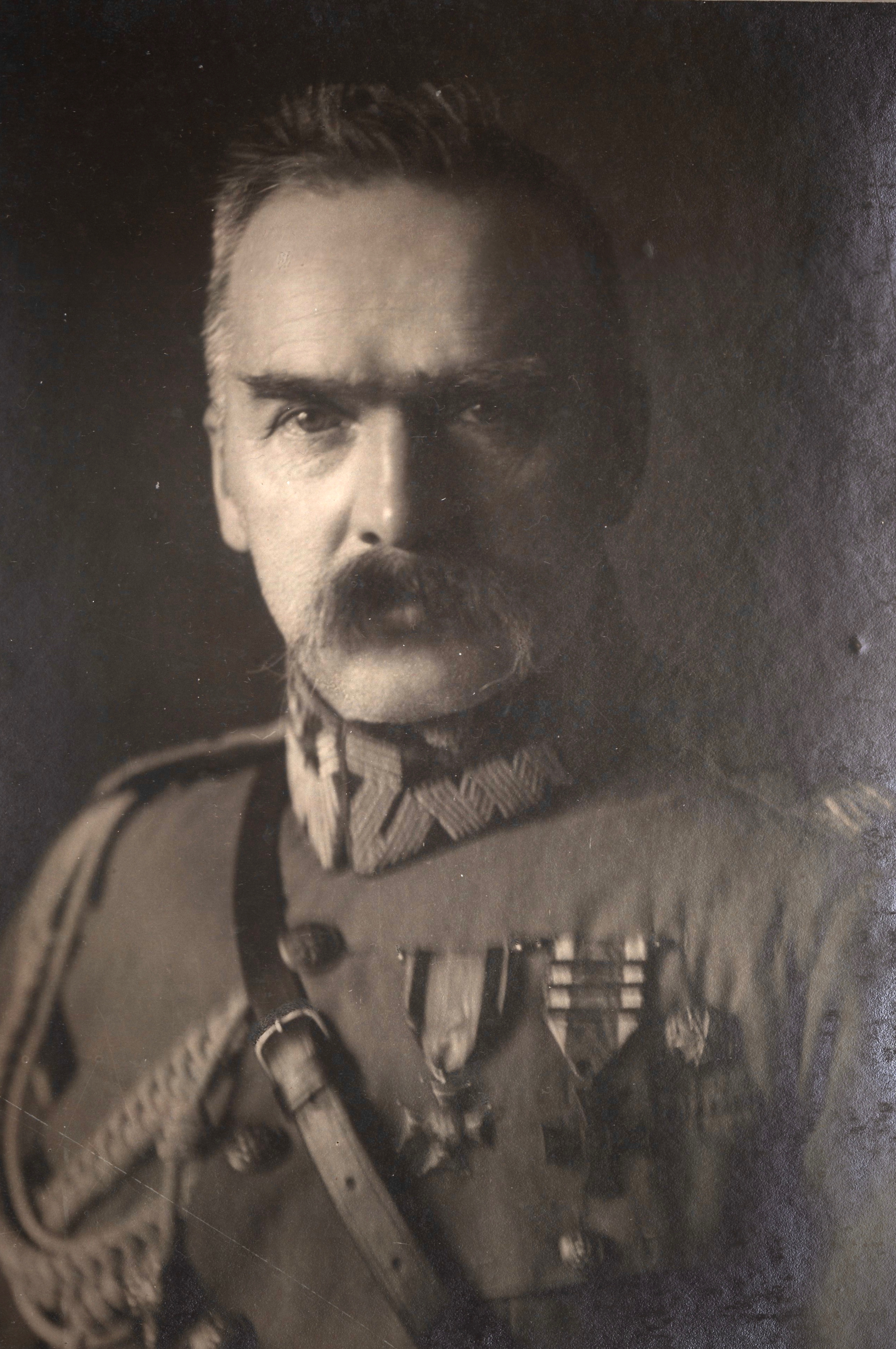
Józef Piłsudski.

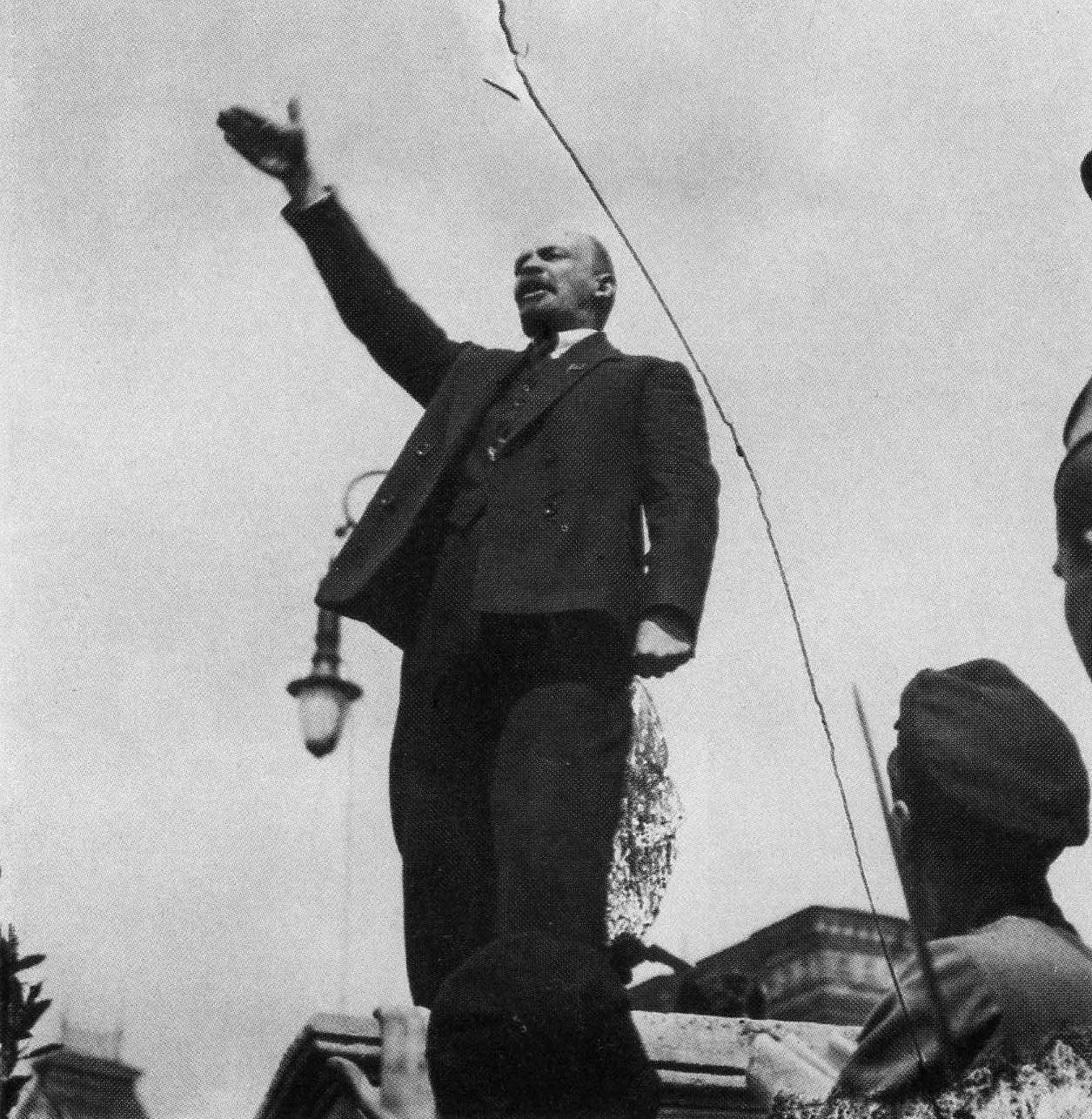
Vladímir Lenin.

La política polaca estaba bajo la fuerte influencia del estadista Józef Piłsudski, quien preveía formar una federación (la «Federación de Międzymorze») que abarcaba Polonia, Lituania, Ucrania y otros países de la Europa central y oriental, los cuales venían emergiendo alejados de los imperios de la Primera Guerra Mundial. La nueva unión habría tenido fronteras similares a las de la República de las Dos Naciones siglo XV-XVII y debía ser un contrapeso que contuviera las intenciones imperialistas de Rusia o Alemania. Con este fin, las fuerzas polacas aseguraron los extensos territorios en el este. No obstante, al plan de la federación de Piłsudski se opuso otro influyente político polaco, Roman Dmowski, que favoreció la idea de crear un «Estado Polaco» más grande.
Debido a la negativa de los rusos blancos a reconocer la independencia de Polonia, las fuerzas polacas bajo las órdenes de Piłsudski retrasaron o pararon sus propias ofensivas varias veces, aliviando la presión contra las fuerzas del Ejército Rojo ruso y contribuyendo así a la derrota del Ejército Blanco ruso.

### Motivos de Lenin
A finales de 1919, el líder del nuevo gobierno bolchevique de la Rusia soviética, Vladímir Lenin, inspirado por las victorias de la guerra civil del Ejército Rojo sobre las fuerzas Blancas rusas anticomunistas y sus aliados occidentales, comenzó a ver futuro en la Revolución. Los bolcheviques actuaron bajo la convicción de que los procesos históricos pronto conducirían a la dictadura del proletariado en todas las naciones, y que esto traería el final de los Estados nación, llevando a la instauración de una comunidad comunista mundial. Lenin se sentía cada vez más confiado en que la revolución sobreviviría y pronto barrería triunfante Europa y el resto del mundo, de acuerdo con su tesis de la Revolución mundial. El motivo principal para la guerra con Polonia subyace en el intento de los comunistas de enlazar su revolución en Rusia con una revolución prevista en Alemania. Además vio a Polonia como el puente que el Ejército Rojo tendría que cruzar para unir las dos revoluciones y ayudar a otros movimientos comunistas en la Europa Occidental. Este curso era explícito en la ideología comunista[cita requerida], y era necesario si los soviéticos intentaban llevar a Rusia a la línea del marxismo. Esto no ocurrió hasta los éxitos soviéticos a mediados de 1920, momento en que esta idea se hizo dominante en la política comunista.
Alemania entre los años 1918 y 1920 hervía con el descontento social y el caos político (véase Revolución alemana). En los dieciocho meses desde la abdicación del Káiser, se había vivido una revolución comunista, dos repúblicas soviéticas (de sóviet) locales (por ejemplo, la República Soviética de Baviera), tres golpes de Estado reaccionarios, al menos cuatro huelgas generales y cinco cancilleres. En julio de 1920, la Constitución de Weimar (constitución del Estado Alemán) había estado vigente durante solo doce meses, y la humillante Paz de Versalles por solo seis. El gobierno central fue acosado por el separatismo, por la vigilancia cercana de los poderes de los Aliados y por los constantes combates en las calles entre la Liga Espartaquista y el Partido Comunista de Alemania. El avance desde el este del Ejército Rojo amenazó con anular el Tratado de Versalles y así, independientemente de otras consecuencias, liberar a Alemania de las humillantes condiciones puestas en ella. Muchos alemanes pensaron que otra revolución sería el preludio necesario para escapar del apretón de los Aliados.
En abril de 1920, Lenin terminaría de escribir La enfermedad infantil del izquierdismo en el comunismo, que significó dirigir la Revolución durante los pocos meses restantes antes de sus etapas finales, y era cada vez menos probable oponerse a una guerra más grave con Polonia. Según una teoría frecuente entre los partidarios de Lenin, la revolución en Rusia fallecería a menos que estuviera unida a las revoluciones en Lituania, Polonia y, la más esencial, Alemania. El debate en Rusia no era, por tanto, si el puente polaco (Polonia) debería ser cruzado, sino cómo y cuándo. Lenin formuló la nueva doctrina de la «revolución del exterior». La ofensiva soviética en Polonia sería una oportunidad «de sondear Europa con las bayonetas del Ejército Rojo».[cita requerida] Esta sería la primera penetración de la Rusia Soviética en Europa, la primera tentativa de exportar la revolución bolchevique por la fuerza. En un telegrama, Lenin proclamó:

“Debemos dirigir toda nuestra atención a preparar y a consolidar el Frente occidental. Un nuevo lema debe ser anunciado: prepararse para la guerra contra Polonia.”

## Desarrollo de la guerra

### 1919

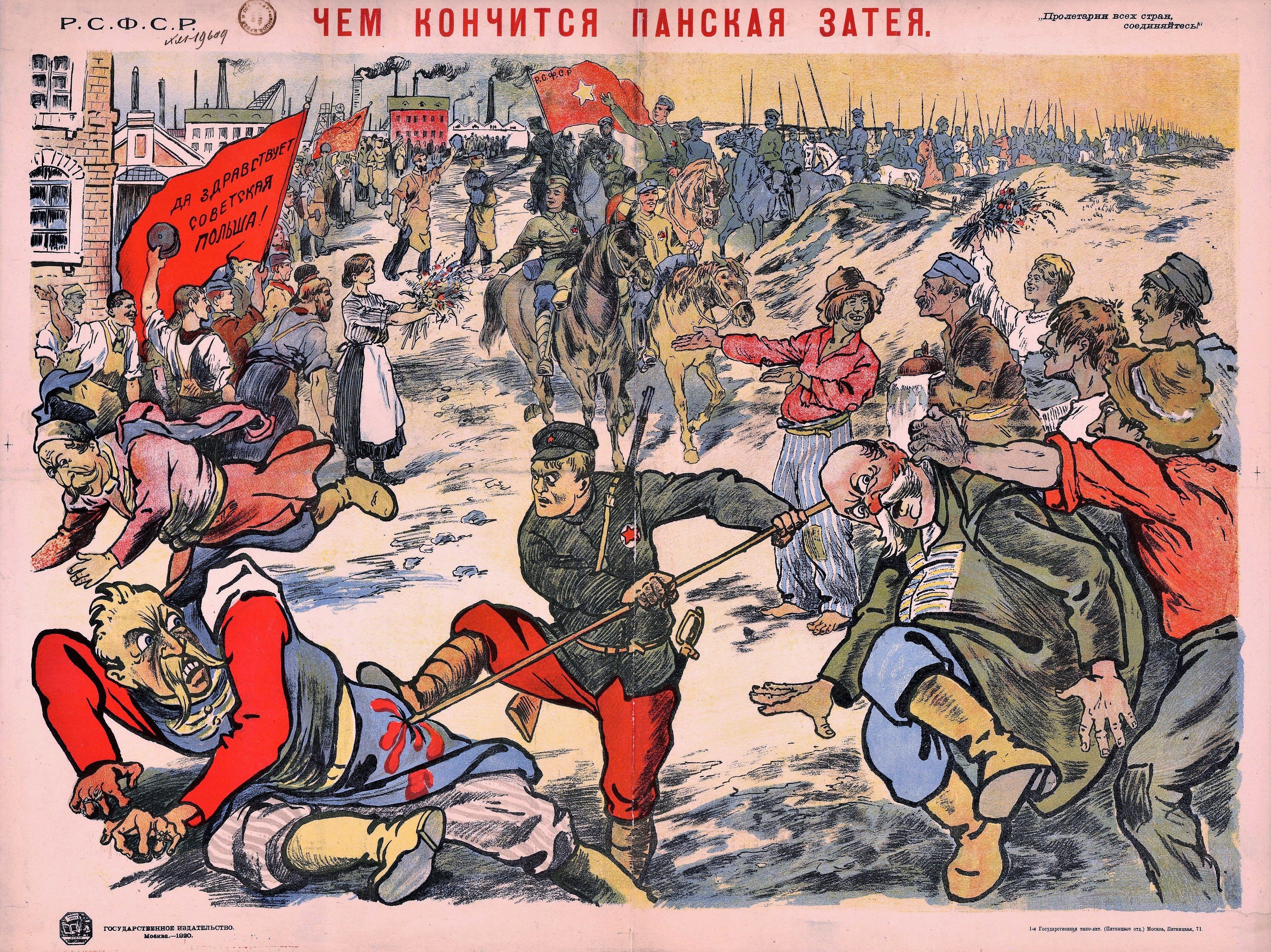
Póster de propaganda soviética. El texto traducido dice: «Así es como acaban las ideas de los terratenientes.»

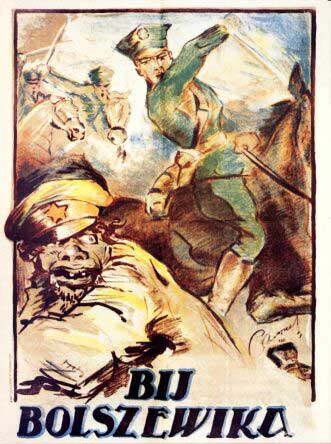
Póster de propaganda polaca mostrando la caballería polaca y un soldado bolchevique con una gorra con la estrella roja. El texto dice: «Combate al bolchevique».

En 1918 el ejército alemán oriental comenzó a retirarse hacia el oeste. Las zonas abandonadas por las Potencias Centrales se convirtieron en lugar de conflicto entre los gobiernos locales creados por Alemania, otros gobiernos locales que surgieron tras la retirada alemana y los bolcheviques, que esperaban incorporar esas zonas a la Rusia Soviética.
El 18 de noviembre de 1918, el Comando Supremo Soviético envió órdenes al Ejército del Oeste del Ejército Rojo para asegurar todo el territorio posible con los pocos recursos disponibles en ese frente; sin embargo, como la operación fue denominada 'Objetivo Vístula' esto causó mucha preocupación entre los polacos.
A comienzos de 1919, la lucha comenzó casi por accidente y sin ninguna orden de los respectivos gobiernos, cuando improvisadas unidades militares polacas organizadas en Vilna (Wilno) chocaron con fuerzas de la República Socialista Soviética Lituano-Bielorrusa, cada una intentando asegurar los territorios para sus propios gobiernos. Finalmente, las fuerzas soviéticas (mejor organizadas) acabaron con la mayoría de la resistencia y empujaron a las restantes fuerzas polacas hacia el oeste. Al mismo tiempo, más y más unidades polacas de autodefensa se dispersaban a través de la Bielorrusia occidental y Lituania, y una serie de escaramuzas a nivel local estallaron entre éstas y grupos procomunistas operantes en la zona. El recién organizado Ejército Polaco comenzó a enviar las primeras de sus unidades al este para asistir a las fuerzas de autodefensa, mientras que los rusos trasladaban sus propias unidades al oeste.
En la primavera de 1919, el Ejército Rojo estaba metido de lleno en la guerra civil rusa, de manera que pocos efectivos fueron enviados al oeste. En febrero de 1919, el ejército polaco sumaba 110 000 hombres y en septiembre llegaba a 540 000 hombres en armas, 230 000 de ellos en el frente soviético.
Al mismo tiempo, las fuerzas polacas habían avanzado hacia el este. Para el 14 de febrero las primeras unidades organizadas polacas establecieron contacto con las unidades avanzadas del Ejército Rojo; las unidades soviéticas se retiraron sin disparar un solo tiro. Una línea fronteriza comenzó a formarse lentamente desde Lituania a través de Bielorrusia hasta Ucrania.
El primer enfrentamiento armado serio de la guerra tuvo lugar entre el 14 y el 16 de febrero en Bielorrusia. A finales de febrero el avance soviético se había detenido. Ambos bandos estaban también combatiendo contra los ucranianos, y las revueltas estaban creciendo en los territorios de los Países Bálticos.
A principios de marzo de 1919, unidades polacas lanzaron una ofensiva cruzando el río Niemen, tomaron Pinsk y alcanzaron las afueras de Lida. Ambos contendientes empezaron a avanzar al mismo tiempo en abril, desembocando en un aumento del número de tropas en la zona. El Ejército Rojo, incapaz de alcanzar sus objetivos y encarando poderosas ofensivas de las fuerzas Blancas, se retiró de sus posiciones y fue reorganizado.
Las fuerzas polacas expulsaron al gobierno de la República Socialista Soviética Lituano-Bielorrusa de su capital, Vilna (Wilno), el 19 de abril. El 8 de agosto, ocuparon Minsk. Para el 2 de octubre, habían alcanzado el río Daugava y asegurado la región desde el Desná hasta Daugavpils (Dyneburg).
Hasta comienzos de 1920, la ofensiva polaca fue bastante exitosa y, al mismo tiempo, la guerra civil rusa se endurecía, lo que daba mayor ventaja todavía a los polacos. A principios del verano de 1919, el Movimiento Blanco tomó la iniciativa, y sus fuerzas avanzaron hacia Moscú. Piłsudski vio a los soviéticos menos peligrosos para Polonia que a sus contrincantes y rechazó unirse al ataque contra el gobierno de Lenin, ignorando las fuertes presiones de la Triple Entente. Al mismo tiempo Lenin ofreció a los polacos los territorios de Minsk, Zhitómir, Jmelnitski, en lo que fue descrito como un «miniBrest», y el jefe militar polaco Kazimierz Sosnkowski escribió que las ofertas territoriales rusas eran mucho mejores de lo que los polacos deseaban.
Varias tentativas de negociaciones de paz fueron hechas por diversas facciones polaco-rusas, pero todas resultaron inútiles: las relaciones polaco-lituanas habían empeorado y los negociadores polacos hicieron progresos con el Gobierno provisional letón.
El principal éxito diplomático polaco fue el acuerdo con el exiliado líder nacionalista ucraniano Simon Petliura, un Tratado de Varsovia que fue firmado el 21 de abril de 1920. Petliura, quien formalmente representaba al gobierno de la República Popular Ucraniana, que para entonces ya había sido derrotada de facto por los soviéticos, huyó a Polonia junto con algunas fuerzas ucranianas, donde encontró asilo. Para Piłsudski, esta alianza fue un importante paso en su campaña para la legitimación de la federación Międzymorze como un esfuerzo conjunto internacional, asegurando parte de la frontera oriental polaca y allanando el camino para un Estado ucraniano, entre Rusia y Polonia. Para Petliura, esto constituyó otra oportunidad de preservar el Estado y, al menos, la independencia formal del territorio nacional ucraniano, incluso aceptando la pérdida de territorios de la Ucrania Occidental en favor de Polonia.
La alianza con Petliura aportó 15 000 soldados aliados ucranianos al comienzo de la campaña, que sumados al reclutamiento y la deserción del lado soviético, aumentaron a 35 000 el número de efectivos ucranianos aliados.

### 1920
A comienzos de 1920, las fuerzas soviéticas habían conseguido bastantes triunfos contra los ejércitos Blancos. El frente polaco se convirtió en su teatro de operaciones más importante, y la mayoría de los recursos y fuerzas soviéticas fueron desviados hacia él. Los comandantes soviéticos de la inminente ofensiva del Ejército Rojo incluían a Mijaíl Tujachevski (nuevo comandante del Frente occidental), a León Trotski, al futuro líder soviético Iósif Stalin y al futuro fundador de la policía secreta Cheka, Félix Dzerzhinski. El Ejército polaco estaba compuesto por soldados que antiguamente habían servido en varios imperios desaparecidos, apoyados por algunos voluntarios internacionales. El 20 de agosto de 1920, el ejército polaco había alcanzado un total de 737 000 hombres, contra 950 000 del lado soviético, con lo que había más o menos igualdad numérica entre ambos ejércitos.
El alto mando soviético planeó una nueva ofensiva para finales de abril o mayo. Desde marzo de 1919, la inteligencia militar polaca estaba advertida de que los soviéticos se estaban preparando para una nueva ofensiva, y el Alto Mando polaco se decidió a lanzar la suya propia antes de que lo hicieran sus oponentes. El plan para la Ofensiva de Kiev era destrozar al Ejército Rojo en el flanco sur polaco e instalar un gobierno de Petlura amistoso para con los polacos en Ucrania.

La ofensiva polaca de Kiev en su máximo avance. Junio de 1920.

Hasta abril, las fuerzas polacas habían estado avanzando lenta pero constantemente hacia el este. Para marzo, las fuerzas polacas habían establecido una cuña entre las fuerzas soviéticas del norte (Bielorrusia) y el sur (Ucrania). El 24 de abril, Polonia comenzó su principal ofensiva, la Ofensiva de Kiev. Su objetivo era la creación de una Ucrania independiente que pudiese llegar a formar parte del proyecto de Piłsudski de una federación Międzymorze. Los 65 000 soldados polacos fueron apoyados por 15 000 ucranianos bajo el mando de Simon Petliura, representando la República Popular Ucraniana. Sin embargo, muchos ucranianos eran tan antipolacos como antirrusos, y obstaculizaron el avance polaco, que muchos vieron como una nueva forma de ocupación. Aun así los ucranianos también lucharon activamente contra la invasión polaca en formaciones ucranianas del Ejército Rojo. Las fuerzas combinadas polaco-ucranianas entraron en una Kiev evacuada el 7 de mayo, encontrando solo una resistencia aislada.
El empuje militar polaco fue cortado por contraataques del Ejército Rojo el 29 de mayo. En el norte, el 1.er Ejército polaco fue derrotado y obligado a retirarse, perseguido por el 15.º Ejército ruso. Las fuerzas polacas intentaron sacar ventaja de los expuestos flancos de los atacantes, pero las rodeadas fuerzas no pudieron detener el avance soviético. A finales de mayo, el frente se había establecido cerca del pequeño río Auta, y las fuerzas soviéticas comenzaron a prepararse para el siguiente empuje.
El 24 de mayo de 1920, las fuerzas polacas en el sur entablaron combate por primera vez con el famoso Primer Ejército de Caballería ruso (Konarmia) de Semión Budionni, que rompió el frente polaco-ucraniano el 5 de junio. El 10 de junio, los ejércitos polacos se encontraban en retirada a lo largo de todo el frente. El 13 de junio, el ejército polaco, junto con las tropas ucranianas de Petliura, abandonaban Kiev al Ejército Rojo.

La ofensiva soviética tiene éxito. Principios de agosto de 1920.

El comandante del 3.er Ejército Polaco en Ucrania decidió atravesar la línea soviética hacia el noroeste. Las fuerzas polacas en Ucrania consiguieron retirarse relativamente indemnes, pero fueron incapaces de apoyar al frente norte y reforzar las defensas en el río Auta para la decisiva batalla que pronto tendría lugar allí.

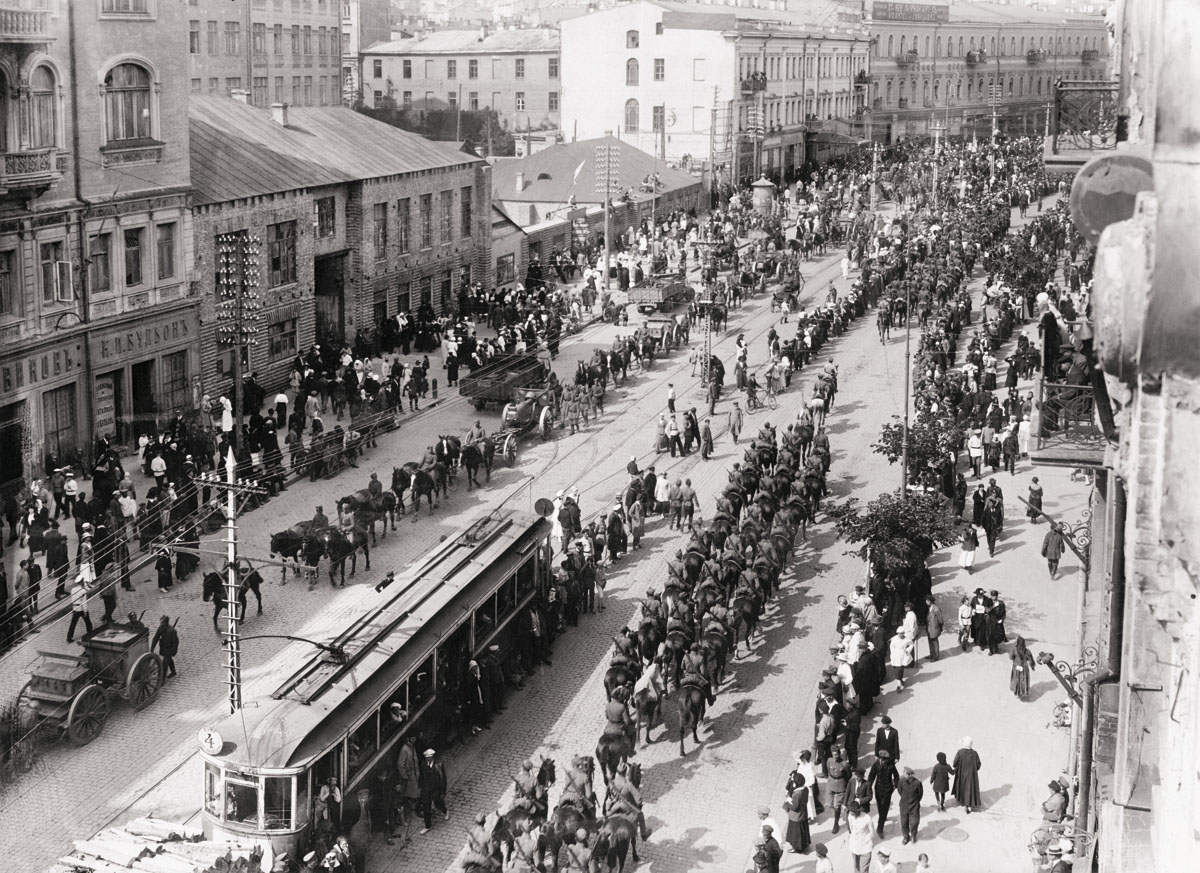
Soldados polacos entran en Kiev el 7-5-1920.

Debido a los insuficientes efectivos, el frente polaco de 322 km de largo era defendido por una delgada línea de ciento veinte mil hombres apoyados por unas cuatrocientas sesenta piezas de artillería, sin reservas estratégicas. El frente oriental polaco estaba débilmente establecido, protegido por artillería inadecuada y casi sin fortificaciones.
El Ejército Rojo agrupó su Frente Noroeste, al mando del joven general Tujachevski, contra la línea polaca. Disponía de más de 108 000 soldados de infantería y 11 000 de caballería, apoyados por 722 piezas de artillería y 2913 ametralladoras. Los rusos aventajaban a los polacos en algunos puntos cruciales en proporciones de hasta cuatro contra uno.
Mijaíl Tujachevski lanzó su ofensiva el 4 de julio, a lo largo del eje Smolensk-Brest-Litovsk, cruzando los ríos Auta y Berézina. El 3.er Cuerpo de Caballería situado al norte y al mando de Gayk Bzhishkyán (Gaya Dmítrievich Gay, Gaj-Chan) cercó a las fuerzas polacas desde el norte, moviéndose cerca de la frontera lituana y prusiana. Los Ejércitos 4.º, 15.º y 3.º avanzaron decididamente hacia el oeste, apoyados desde el sur por el 16.º Ejército y el Grupo Mozyrska. Por tres días el resultado de la batalla pendió de una balanza, pero la superioridad numérica rusa probó ser decisiva y para el 7 de julio las fuerzas polacas estaban en completa retirada a lo largo de todo el frente. No obstante, fracasó el plan de Tujachevski de romper el frente y empujar a los defensores hasta los pantanos de Pinsk.
La resistencia polaca se formó de nuevo sobre la base de una línea de «trincheras alemanas», una sólida línea de fortificaciones de campaña de la Primera Guerra Mundial, que presentaba una oportunidad de frenar la ofensiva rusa. Sin embargo, las tropas polacas eran numéricamente insuficientes. Las fuerzas soviéticas eligieron una parte débilmente defendida del frente y penetraron por ella. A principios de julio, les resultaba evidente a los polacos que los objetivos rusos no se limitaban a empujar la frontera al oeste. La independencia de Polonia estaba en juego.
Las fuerzas rusas avanzaron a la destacable velocidad de treinta kilómetros al día. Tras cruzar el río Narew el 2 de agosto, el Frente Noroeste ruso estaba solo a unos cien kilómetros de Varsovia. La fortaleza de Brest-Litovsk, que iba a ser el cuartel general de la planeada contraofensiva polaca, cayó en manos del 16.º Ejército al primer ataque. El Frente Suroeste ruso había desalojado a las fuerzas polacas de Ucrania y se acercaba a Zamość y Leópolis, la mayor ciudad del sureste de Polonia y un importante centro industrial, defendida por el 6.º Ejército polaco. El camino a la capital polaca parecía abierto. Leópolis fue pronto asediada, y cinco ejércitos rusos se aproximaban a Varsovia. Mientras tanto, los políticos polacos clamaban por asegurar una paz con Moscú bajo cualquier condición, pero los soviéticos rehusaron.
Por otro lado, las fuerzas polacas en Galitzia cerca de Leópolis lanzaron con éxito una contraofensiva para detener a los soviéticos, lo que permitió que cesara la retirada de las fuerzas polacas del frente sur. Sin embargo, la preocupante situación cerca de Varsovia evitó que los polacos continuaran su contraofensiva en el sur y avanzasen al este. Tras la captura soviética de Brest, la ofensiva polaca en el sur fue detenida, y todas las fuerzas disponibles fueron desplazadas al norte para tomar parte en la inminente batalla por Varsovia.
Con la situación volviéndose contra Polonia, el poder político de Piłsudski se debilitó, mientras que crecía el de sus oponentes, incluyendo el de Roman Dmowski. En la escena política polaca había comenzado a cundir el pánico: el Gobierno de Leopold Skulski dimitió a principios de junio.
Mientras, la confianza de los líderes soviéticos aumentaba. Por orden del Partido Comunista Soviético, un gobierno títere polaco, el Comité Revolucionario Polaco Provisional (en polaco: Tymczasowy Komitet Rewolucyjny Polski, TKRP), se había formado el 28 de julio en Białystok para organizar la administración de los territorios polacos capturados por el Ejército Rojo. El TKRPP tenía muy poco apoyo de la población polaca y reclutaba sus apoyos mayormente entre los judíos. Adicionalmente, las intrigas políticas entre los comandantes soviéticos crecieron de cara a su inminente victoria. Finalmente la falta de cooperación entre los comandantes de alto mando les saldría caro en la decisiva batalla de Varsovia.

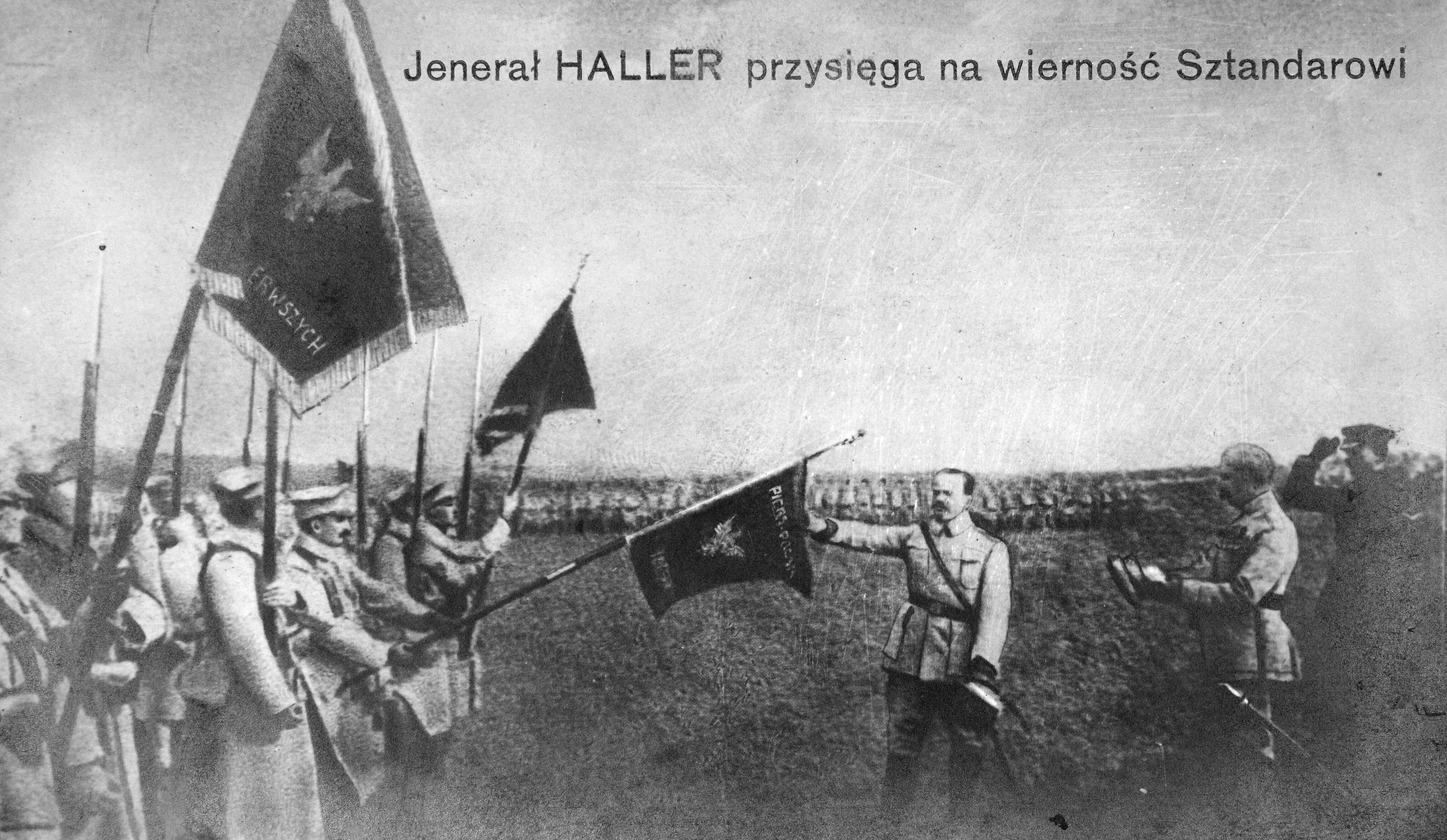
El general Józef Haller (tocando la bandera) y su Ejército Azul.

La opinión pública occidental era fuertemente prosoviética. El primer ministro británico presionó a Polonia para firmar la paz en los términos soviéticos y rehusó dar ninguna ayuda a Polonia que pudiese favorecer a los Blancos en la guerra civil rusa. El 11 de julio de 1920, el gobierno del Reino Unido envió un ultimátum de facto a los soviéticos. Se les instaba al cese de hostilidades con Polonia y el Ejército Blanco Ruso (el Ejército Blanco en Rusia Meridional liderado por el barón Wrangel) y a aceptar lo que más tarde sería llamada la línea Curzon como frontera temporal con Polonia, hasta que una frontera permanente pudiese ser establecida mediante negociaciones. En caso de rechazo soviético, los británicos amenazaban con ayudar a Polonia de todas las formas posibles, las cuales, en realidad, estaban limitadas por la situación política interna del Reino Unido. El 17 de julio, los soviéticos rehusaron e hicieron una contraoferta para negociar un tratado de paz directamente con Polonia. Los británicos respondieron amenazando con cortar las negociaciones comerciales si los soviéticos lanzaban más ofensivas contra Polonia, pero sus amenazas fueron ignoradas. El 6 de agosto de 1920, el Partido Laborista británico publicó un panfleto afirmando que los trabajadores británicos nunca tomarían parte en la guerra como aliados de Polonia, y los sindicatos bloquearon los suministros a la fuerza expedicionaria británica que ayudaba a los Rusos Blancos en Arcángel.
La postura de Lituania era mayormente antipolaca, y el país se había unido al bando soviético en julio de 1919. La decisión fue dictada por el deseo de incorporar la ciudad de Vilna (en lituano, Vilnius) y las áreas cercanas en Lituania y, en menor grado, por la presión diplomática soviética, soportada por la amenaza del Ejército Rojo estacionado ante la frontera lituana.

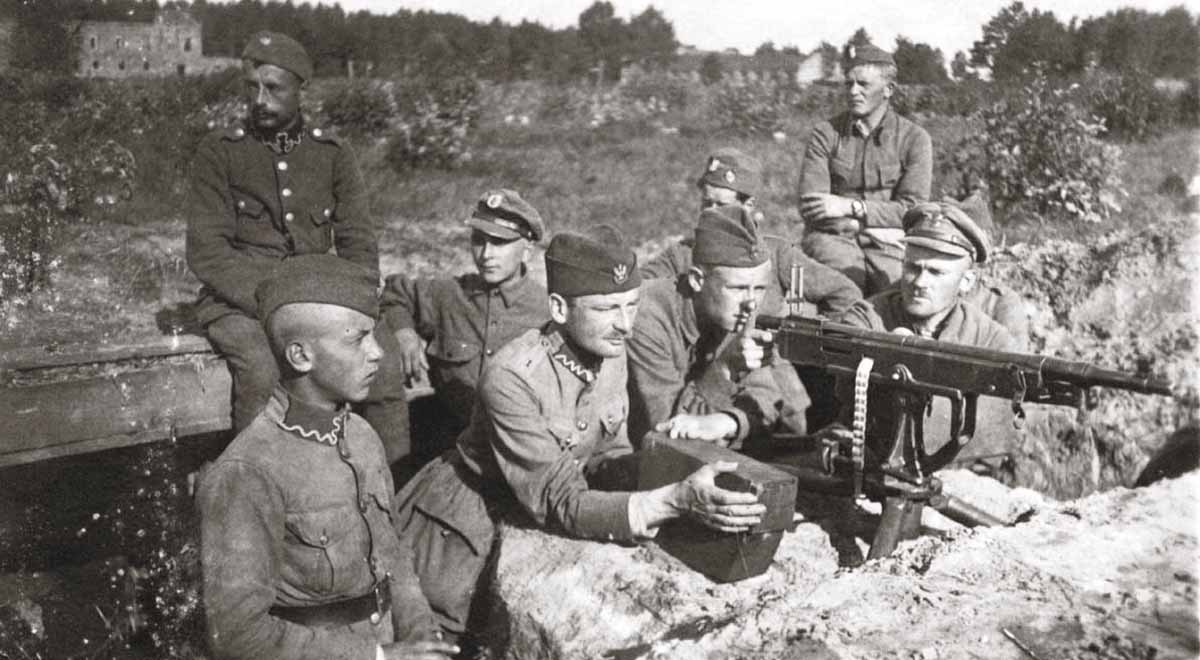
Defensas polacas en Miłosna, cerca de Varsovia, 1920.

Los aliados de Polonia eran escasos. Francia envió cuatrocientos consejeros militares para apoyar a Polonia en 1919, mayormente oficiales franceses, aunque también incluía unos pocos consejeros británicos al mando del teniente general Sir Adrian Carton de Wiart. El esfuerzo francés era vital para mejorar la organización y logística del Ejército Polaco, el cual, hasta 1919, había usado diversos manuales, estructuras organizativas y equipamiento tomado sobre todo de los ejércitos de los antiguos particionistas de Polonia. Adicionalmente a los consejeros, Francia también facilitó el tránsito a Polonia desde Francia del «Ejército Azul» en 1919: tropas mayoritariamente de origen polaco, junto a algunos voluntarios internacionales, antiguamente bajo mando francés en la Primera Guerra Mundial. Hungría se ofreció a enviar un cuerpo de caballería de 30 000 hombres como ayuda a Polonia, pero el gobierno checoeslovaco se negó a permitirles el paso; algunos trenes con suministros militares de Hungría llegaron, sin embargo, a Polonia.
A mediados de 1920, la misión aliada aumentó con algunos consejeros (convirtiéndose en la Misión Interaliada a Polonia). Los nuevos miembros de la misión sirvieron de poco; de hecho, la crucial Batalla de Varsovia se luchó y ganó por la parte polaca antes de que la misión pudiese retornar y hacer su informe. Sin embargo, durante muchos años persistió el mito de que fue la oportuna llegada de las fuerzas aliadas las que salvaron a Polonia, un mito en el que Weygand ocupaba el papel central. No obstante, la cooperación polaco-francesa continuó. Finalmente, el 21 de febrero de 1921, Francia y Polonia formaron una alianza militar formal, que llegaría a ser un factor importante durante las subsiguientes negociaciones soviético-polacas.

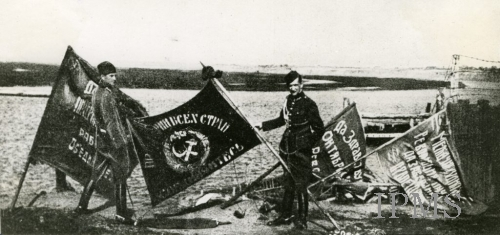
Soldados polacos mostrando banderas de guerra soviéticas capturadas tras la batalla de Varsovia llamada Milagro en el Vístula.

El 10 de agosto de 1920, las unidades cosacas rusas cruzaron el río Vístula con el objetivo de apoderarse de Varsovia desde el oeste, mientras que el ataque principal venía del este. El 13 de agosto, un primer ataque ruso fue rechazado. El I Ejército polaco resistió un asalto sobre Varsovia a la vez que detenía el asalto a Radzymin.
El comandante en jefe soviético, Mijaíl Tujachevski, estaba seguro de que todo estaba yendo de acuerdo a su plan. Sin embargo, la inteligencia militar polaca había descifrado los mensajes de radio del Ejército Rojo, y Tujachevski estaba yendo directamente hacia una trampa tendida por Piłsudski y su jefe de Estado Mayor Tadeusz Rozwadowski. El avance ruso a través del Vístula en el norte se estaba moviendo entre un vacío operacional, al no haber fuerzas polacas de consideración en el área, mientras que, por otra parte, al sur de Varsovia, donde el destino de la guerra se estaba decidiendo, Tujachevski había dejado solo fuerzas simbólicas para guarnecer el vínculo vital entre los frentes rusos noroeste y suroeste. Otro factor que influyó en el resultado de la guerra fue la neutralización efectiva del 1.er Ejército de caballería de Budionni, en las batallas alrededor de Leópolis. El alto mando soviético, ante la insistencia de Tujachevski, había ordenado al 1.er Ejército de caballería avanzar al norte hacia Varsovia y Lublin, pero Budionny desobedeció la orden debido a diferencias entre Tujachevski y Yegórov, comandante del frente sudoeste. Además, los juegos políticos de Iósif Stalin, comisario político jefe del frente sudoeste, influyeron en la desobediencia de Yegórov y Budionni. Stalin, buscando un triunfo personal, se concentró en capturar Leópolis —lejos al sudeste de Varsovia— que estaba siendo sitiada por fuerzas soviéticas, pero que aún resistía sus asaltos.
El 5.º Ejército polaco contraatacó el 14 de agosto desde el área de la fortaleza de Modlin, cruzando el río Wkra. Se enfrentó a las fuerzas combinadas de los numérica y materialmente superiores 3.er y 15.º ejércitos soviéticos. En un día, el avance soviético hacia Varsovia y Modlin había sido frenado y pronto se convirtió en una retirada. El 5.º Ejército polaco empujó a las exhaustas formaciones soviéticas lejos de Varsovia en una operación relámpago. Las fuerzas polacas avanzaron a una velocidad de 30 km diarios, destruyendo cualquier esperanza soviética de completar su maniobra envolvente en el norte. Para el 16 de agosto, la contraofensiva polaca se había completado con la unión del «Ejército de Reserva» del mariscal Piłsudski. Ejecutando su plan, la fuerza polaca que avanzaba desde el sur, encontró un hueco en el frente ruso y explotó la debilidad del «Grupo Mozyr» soviético, que se suponía debía proteger el frágil vínculo entre los frentes soviéticos. Los polacos continuaron su ofensiva hacia el norte con dos ejércitos persiguiendo y destruyendo al sorprendido enemigo. Alcanzaron la retaguardia de las fuerzas de Tujachevski, la mayoría de las cuales estaban cercadas para el 18 de agosto. Solo ese mismo día Tujachevski, en su cuartel general en Minsk 480 km al este de Varsovia, se dio cuenta de las proporciones de la derrota soviética y ordenó a los restos de sus fuerzas retirarse y reagruparse. Esperaba reforzar su línea de frente, frenando el ataque polaco y recuperando la iniciativa, pero sus órdenes llegaban demasiado tarde o simplemente no llegaban.
Los ejércitos soviéticos en el centro del frente se precipitaron en el caos. Tujachevski ordenó una retirada general hacia el río Bug, pero para entonces había perdido contacto con la mayor parte de sus fuerzas cerca de Varsovia, y todos los planes soviéticos se habían ido a pique debido a fallos de comunicación.
Los ejércitos soviéticos se retiraron en una completa desorganización; divisiones enteras presas del pánico y desintegrándose. La derrota del Ejército Rojo fue tan grande e inesperada que, a instigación de los detractores de Piłsudski, la batalla de Varsovia es a menudo referida como el «Milagro en el Vístula». Por otra parte, investigaciones actuales en Polonia han concluido que el «Milagro en el Vístula» fue causado por una gran red de espías polacos en el Ejército Rojo, que permitieron a Piłsudski saber de todos los movimientos del Ejército Rojo, mientras que los soviéticos quedaban en una profunda oscuridad informativa.
El avance del 1.er Ejército de Caballería de Budionni hacia Leópolis fue detenido, primero en la batalla de Brody (29 de julio-2 de agosto), y posteriormente el 17 de agosto en la batalla de Zadwórze. Moviéndose a través de zonas débilmente defendidas, la caballería de Budionni alcanzó la ciudad de Zamość el 29 de agosto e intentó tomarla en la batalla de Zamość; sin embargo, pronto se vio frente a un incesante número de unidades polacas desviadas de la exitosa contraofensiva de Varsovia. El 31 de agosto, la caballería de Budionni levantó finalmente su sitio a Leópolis e intentó acudir en ayuda de las fuerzas rusas en retirada de Varsovia. Los soviéticos fueron interceptados y aniquilados por la caballería polaca en la Batalla de Komarów cerca de Zamość. Aunque el ejército de Budionni consiguió evitar el cerco, sufrió fuertes bajas y su moral se hundió. Los restos del 1.er Ejército de Caballería de Budionni se retiraron hacia Volodímir-Volinski el 6 de septiembre y fueron derrotados poco después en la batalla de Hrubieszów.
Tujachevski logró reorganizar sus fuerzas en retirada hacia el este y en septiembre estableció una nueva línea defensiva desde la frontera polaco-lituana en el norte al área de Polesia, con su punto central en la ciudad de Grodno en Bielorrusia. Para romper su frente, el ejército polaco tuvo que librar la Batalla del Río Niemen. Fuerzas polacas cruzaron el Niemen y flanquearon a las fuerzas soviéticas, que fueron forzadas a retirarse de nuevo. Las tropas polacas continuaron avanzando hacia el este en todos los frentes, repitiendo sus éxitos del año anterior. Después de la Batalla del Río Szczara de principios de octubre, el ejército polaco alcanzó la línea Ternópil-Dubno-Minsk-Drisa.

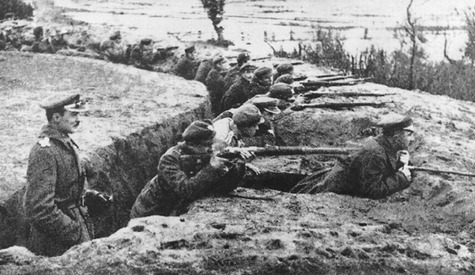
Trinchera de la batalla del Río Niemen.

En el sur, las fuerzas ucranianas de Petliura derrotaron al XIV Ejército soviético y el 18 de septiembre tomaron posesión de la orilla izquierda del río Zbruch. Durante el siguiente mes se movieron hacia el este a la línea Yaruha en el Dniéster-Sharharod-Bar-Lityn.
Inmediatamente después de la batalla de Varsovia, los soviéticos solicitaron una paz y los polacos, exhaustos, estaban favorables a negociar. Los soviéticos hicieron dos ofertas: una el 21 y otra el 28 de septiembre. La delegación polaca hizo una contraoferta el 2 de octubre. El día 5, los soviéticos propusieron correcciones a la oferta polaca, que Polonia aceptó. El armisticio entre Polonia, por una parte, y la Ucrania soviética y la Rusia soviética, por otra, fue firmado el 12 de octubre y se hizo efectivo el 18 del mismo mes. A continuación siguieron unas largas negociaciones para un tratado de paz.
Mientras tanto, las fuerzas ucranianas de Petliura planeaban una ofensiva dentro de Ucrania para el 11 de noviembre, pero fueron atacadas por los soviéticos el día anterior. El 21 de noviembre, después de varios combates, fueron expulsados a territorio controlado por los polacos.

## Resultado
Según el historiador británico A.J.P. Taylor, la guerra polaco-soviética «determinó en gran medida el curso de la historia europea durante los próximos veinte años o más. […] Indeclarada y casi inconscientemente, los líderes soviéticos abandonaron la causa de la revolución internacional.» Pasarían veinte años antes de que los rusos enviasen sus ejércitos al extranjero para «hacer la revolución». Según el sociólogo estadounidense Alexander Gella «la victoria polaca había ganado veinte años de independencia no sólo para Polonia, sino también para una gran parte de la Europa central».
Después de las negociaciones de paz, Polonia no conservó todos los territorios que había llegado a controlar al finalizar las hostilidades. A causa de sus pérdidas durante y después de la batalla de Varsovia, los soviéticos ofrecieron a los polacos la concesión pacífica de grandes territorios en las áreas fronterizas disputadas, quedando la frontera entre la Rusia Imperial y la Mancomunidad de Polonia-Lituania muy similar a como era antes de la primera partición de 1772. Los polacos habían agotado sus recursos, y la opinión pública se oponía a la prolongación de la guerra. Por su parte, el gobierno también estaba presionado por la Sociedad de Naciones, y las negociaciones eran controladas por los Demócratas Nacionales de Dmowski. Piłsudski pudo haber controlado el ámbito militar, pero el Parlamento (Sejm) estaba controlado por Dmowski, y las negociaciones de paz fueron de naturaleza política. A los Demócratas Nacionales, como Stanisław Grabski, quien anteriormente había renunciado a su trabajo en protesta por la alianza polaco-ucraniana, y ahora tenía mucha influencia sobre los negociadores polacos, les importaba poco el Międzymorze de Piłsudski. Esta situación de postguerra dio un golpe mortal al sueño de Piłsudski de revivir la multicultural Mancomunidad de Polonia-Lituania en forma de la Międzymorze.
Los Demócratas Nacionales a cargo del Estado también tenían ciertas preocupaciones sobre el destino de los ucranianos, y poco les importaba que su oponente político, Piłsudski, se sintiera obligado a los acuerdos referentes al tratado. Los Demócratas Nacionales solo deseaban aquellos territorios que consideraban «étnica o históricamente polacos» o posibles de polonizar. Por ello, y a pesar de la aplastante derrota del Ejército Rojo en Varsovia y la buena voluntad del principal negociador ruso Adolf Joffe para conceder casi todo el territorio en disputa, la ideología de los Demócratas Nacionales les permitió a los soviéticos recuperar ciertos territorios. La Paz de Riga fue firmada el 18 de marzo de 1921, dividiendo los territorios disputados en Bielorrusia y Ucrania entre Polonia y Rusia. El tratado, que Piłsudski llamó un acto de cobardía, y por el cual se disculpó con los ucranianos, violaba los términos de la alianza militar entre Polonia y Ucrania, que explícitamente prohibía una paz por separado. Los aliados ucranianos de Polonia se vieron súbitamente internados por las autoridades polacas. El internamiento empeoró las relaciones entre Polonia y su minoría ucraniana: aquellos que apoyaban a Petliura sintieron que Ucrania había sido traicionada por su aliado polaco, un sentimiento que se hizo más fuerte a causa de las políticas de asimilación de la Polonia nacionalista de entreguerras frente a sus minorías. En gran parte, esto inspiró las tensiones cada vez mayores y la violencia (Masacre de polacos en Volinia) contra polacos en las décadas de 1930 y 1940.

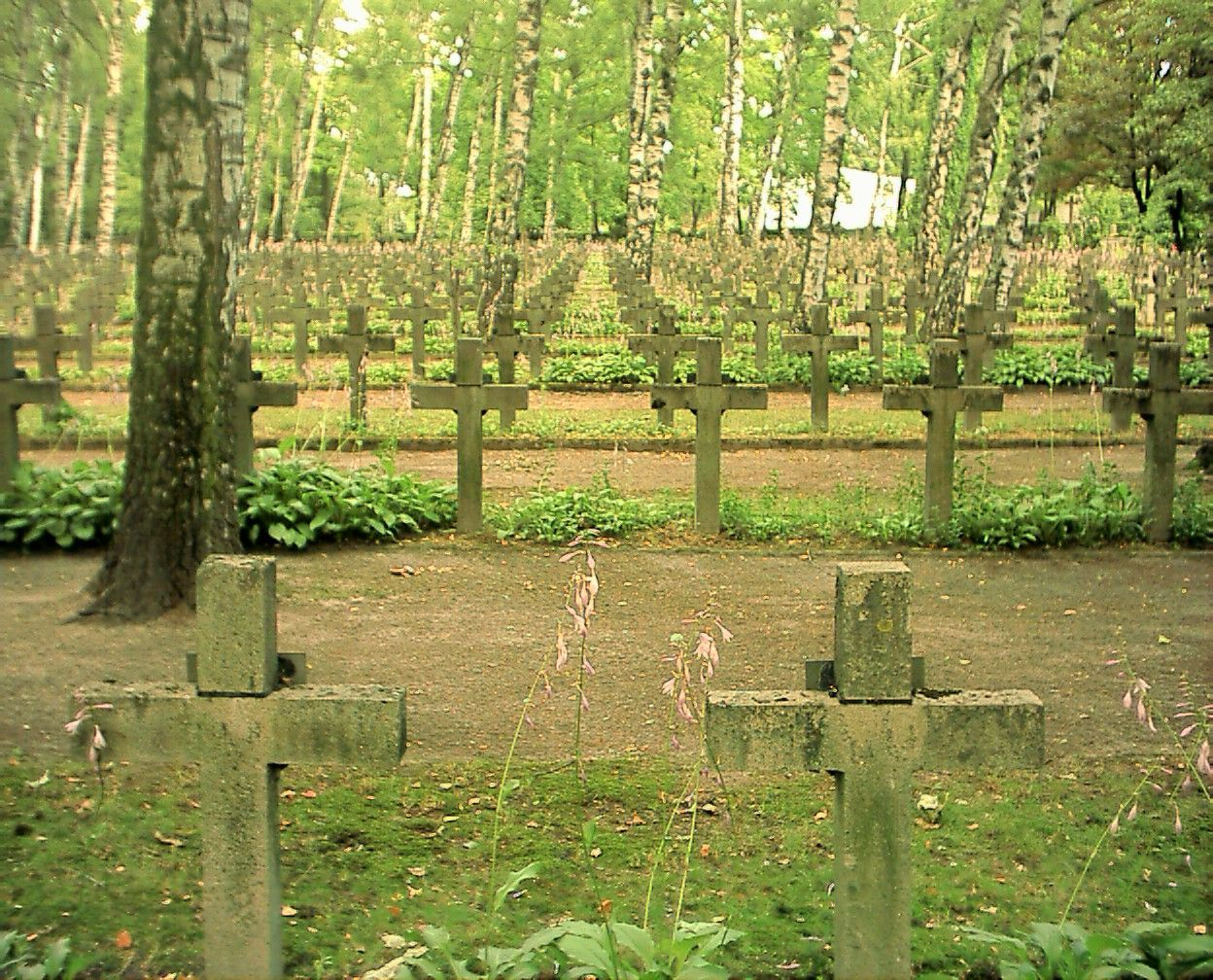
Tumbas de soldados polacos caídos en la batalla de Varsovia, cementerio de Powązki, Varsovia.

La guerra y sus consecuencias dieron origen a otras controversias sobre temas como la situación de los prisioneros de guerra, el tratamiento de la población civil y el comportamiento de algunos comandantes, como Stanisław Bułak-Bałachowicz o Vadim Yákovlev. La victoria militar polaca en el otoño de 1920 permitió a Polonia apoderarse de la región de Vilna, donde se formó un comité de gobierno de Lituania Central dominado por polacos (Komisja Rządząca Litwy Środkowej). Se celebró un plebiscito, y el Sejm de Vilna votó, el 20 de febrero de 1922, a favor de la incorporación a Polonia. Esto empeoró las relaciones polaco-lituanas en las décadas siguientes.
La estrategia militar en la guerra polaco-soviética influenció a Charles de Gaulle, quien en ese entonces era un instructor del ejército polaco que había luchado en varias de las batallas. Él y Władysław Sikorski fueron los únicos oficiales militares que, basándose en la experiencia adquirida en esta guerra, pudieron predecir correctamente cómo se lucharía en la próxima. Aunque fallaron en el período de entreguerras en convencer a sus respectivos ejércitos de que aprendieran esas lecciones, en la Segunda Guerra Mundial se levantaron tempranamente para comandar sus fuerzas armadas en el exilio. La guerra polaco-soviética también influyó la doctrina militar polaca, que por los siguientes 20 años pondría énfasis en la movilidad de unidades élite de caballería.
Hasta 1989, mientras los comunistas mantuvieron el poder en la República Popular de Polonia, la guerra polaco-soviética fue omitida o minimizada en los libros de historia polacos y de otros países del bloque soviético, o fue presentada como intervención extranjera durante la guerra civil rusa para encajar con la ideología comunista.